# آب‌انبار حاج شریف
آب‌انبار حاج شریف مربوط به دوره قاجار است و در کاشان، خیابان ملا فتح‌الله، کوچه پشت هنرهای سنتی واقع شده و این اثر در تاریخ ۲۴ اسفند ۱۳۸۳ با شمارهٔ ثبت ۱۱۵۶۹ به‌عنوان یکی از آثار ملی ایران به ثبت رسیده است.